# Ceratochrysa antica
Ceratochrysa antica is een insect uit de familie van de gaasvliegen (Chrysopidae), die tot de orde netvleugeligen (Neuroptera) behoort. 
Ceratochrysa antica is voor het eerst wetenschappelijk beschreven door Walker in 1853.